# Ballinagh
Ballinagh, irisch Béal Átha na nEach („Pferdefurt“), ist ein Dorf im County Cavan in der Republik Irland. Bei der Volkszählung 2022 hatte es 1012 Einwohner.

## Einwohnerentwicklung
Die Anzahl der Einwohner hat sich seit 1996 mehr als verdoppelt.
| 1991 | 1996 | 2002 | 2006 | 2011 | 2016 | 2022 |
| ---- | ---- | ---- | ---- | ---- | ---- | ---- |
| 413  | 401  | 502  | 675  | 766  | 936  | 1012 |

## Lage und Verkehrsverbindung
Ballinagh liegt etwa neun Kilometer südsüdwestlich von Cavan an der Nationalstraße N55 von Cavan über Edgeworthstown nach Athlone.

## Sehenswürdigkeiten
- Das Construce Ringfort ist ein Erdwerk im Nordwesten der Sportplätze. Weitere Erdwerke finden sich nördlich und nordöstlich der Siedlung.

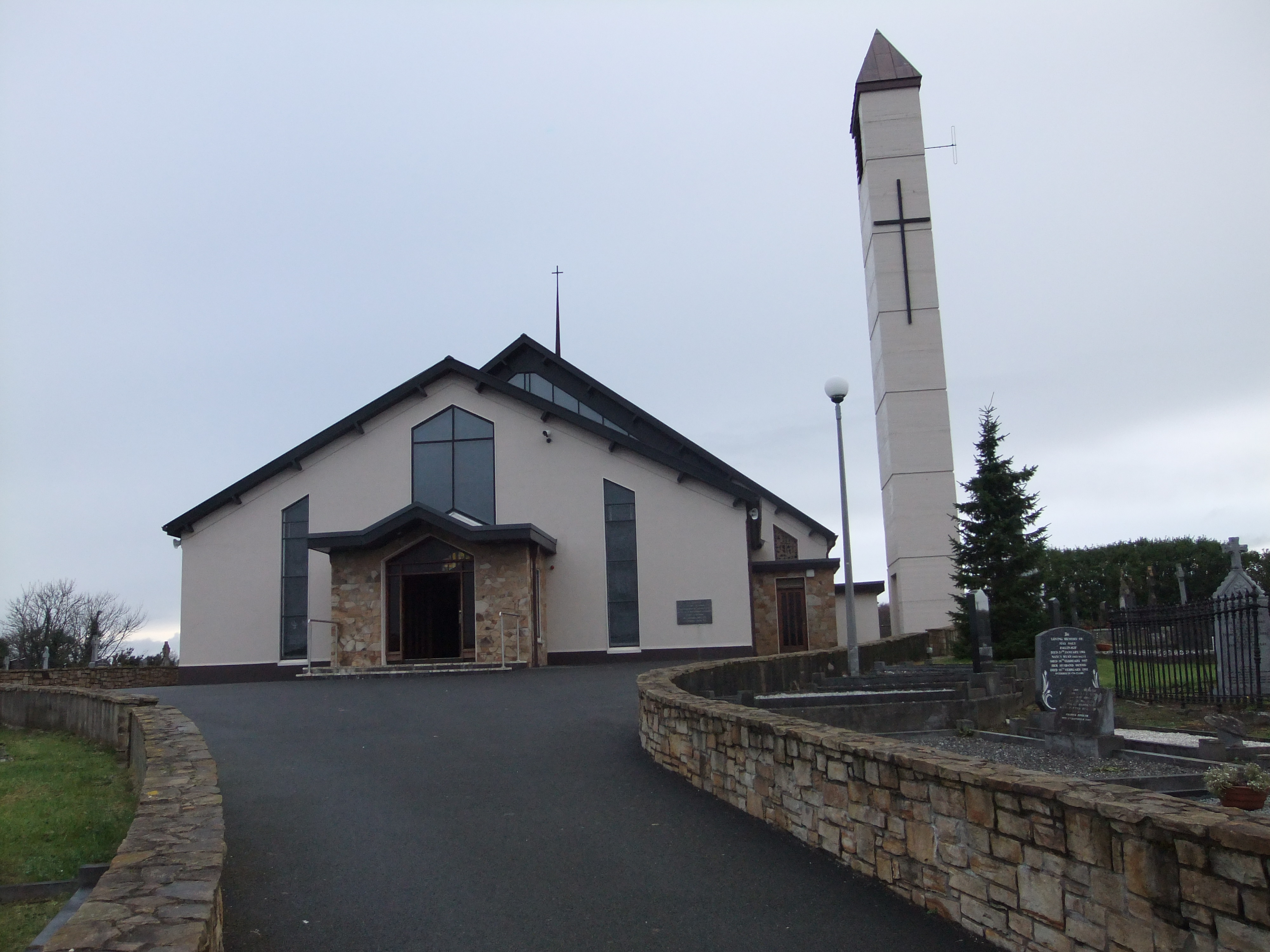
St. Felim’s Church

- St. Felim’s Church